# Туђманизам
Туђманизам је облик хрватског национализма. Фрањо Туђман га је дефинисао као некомунистички национализам са „ревизионираном хрватском историјом“.  Према хрватском историчару Иви Банцу, туђманизам обједињује све облике хрватског антилиберализма, односно хрватски фашизам и хрватски комунизам.   Хрватски политиколог Славен Равлић дефинише туђманизам као назив и за идеологију и за режим.  Према Равлићу, идеологија садржи елементе деификације хрватског народа коју је започео Анте Старчевић, наставак конзервативне традиције 20. века која одбацује либералну демократију, и мешавину идеја које заступа неоконзервативизам   Режим који је резултирао био је ауторитаран, створио је облик другарског капитализма и бавио се стварањем идеолошке хегемоније. 
„Ревизија хрватске историје“ заснивала се углавном на Другом светском рату у Југославији.  Спознаја да ће за успостављање независне хрватске државе бити потребна помоћ и хрватских националиста и хрватских комуниста, довела је до такозване политике помирења коју су прихватили Туђман, као и Макс Лубурић и касније Бруно Бушић.
Модерна хрватска историја видела је три процеса. Први процес је била детитоизација, након чега је 1989. године започела туђманистичка ера и трајала до 2000. године и ера након смрти Фрање Туђмана и након што је Иво Санадер постао предсједник Хрватске демократске заједнице (ХДЗ). За време Санадеровог председниковања у Хрватској је започео процес детуђманизације који је трајао до његовог иступања из странке. Наследила га је његова заменица Јадранка Косор, а ХДЗ је у мају 2012. изабрао новог предсједника Томислава Карамарка, који је најавио туђманизацију ХДЗ-а.